# پادشاهی ونگا
پادشاهی وَنگا (انگلیسی: Vanga kingdom) یکی از پادشاهی‌های باستانی در شرق شبه‌قاره هند بود که بخش‌هایی از منطقهٔ بنگال امروزی را دربر می‌گرفت، به‌ویژه در نواحی جنوب‌شرقی آن. این پادشاهی در متون حماسی هندی مانند «مهابارته» و «پورانه‌ها» ذکر شده و از آن به‌عنوان قدرتی دریایی یاد می‌شود که نقش مهمی در تجارت و دریانوردی منطقه داشت. گفته می‌شود که ونگا در دوران‌های مختلف یا به‌طور مستقل حکومت می‌کرد یا تحت سلطهٔ امپراتوری‌های بزرگ‌تری چون مائوریا یا گوپتا قرار می‌گرفت. نام بنگال از واژهٔ «ونگا» گرفته شده و این پادشاهی در شکل‌گیری هویت تاریخی و فرهنگی این منطقه نقش بنیادینی داشته است. شاهزاده‌ای از این پادشاهی به نام ویجایا، طبق روایت سنتی سری‌لانکایی، نخستین پادشاهی آن کشور را بنیاد نهاد که نشان‌دهندهٔ نفوذ دریایی و مهاجرت از بنگال به جنوب آسیا است. ونگا همچنین به‌خاطر مشارکت در نبردهای منطقه‌ای و پیوندهای سیاسی‌اش با پادشاهی‌های همجوار شناخته می‌شود.